# Том и Джери: Вълшебният пръстен
„Том и Джери: Вълшебният пръстен“ (на английски: Tom and Jerry: The Magic Ring) е американски анимационен фентъзи приключенски филм от 2002 г., с участието на дуото котка и мишка Том и Джери. Продуциран е от Warner Bros. Animation (което го прави първата продукция на „Том и Джери“, за да е направен в тази компания), и Turner Entertainment Co., това е първият директно към видео опит да възвърне стила на оригиналните късометражни филми на Уилям Хана и Джоузеф Барбера от Metro-Goldwyn-Mayer, както и последното анимационно сътрудничество на Хана и Барбера, когато Хана почина през 2001 г.
Филмът е оригинално планиран да излезе през декември 2001 г., но вместо това е пуснат на 12 март 2002 г. на VHS и DVD (една година след смъртта на Хана), по време на реклама на филма, който е намерен в някои от DVD-тата на Warner Home Video, включително DVD изданията на телевизионните специални епизоди на „Скуби-Ду“ и директните към видео филми.

## Сюжет
Внимание:  Текстът по-долу разкрива сюжета на произведението (или части от него)!
Том и Джери са се настанили в призрачна къща, където започва поредната им дълга и уморителна гонитба. Докато Том се опитва да хване Джери, двамата не усещат, че навлизат в стаята на стопанинът си, където той прави вълшебна отвара. Том се сблъсква с омагьосаните покъщни инструменти на магьосника. Когато стопанинът им трябва да излезе да върши работа извън къщата, той поверява на котката вълшебен пръстен, който има силни магически сили. Том остава със задачата да опази пръстена невредим, но Джери се добира до него. Когато мишката разбира, че може да контролира всичко тя осуетява всеки план на Том, целящ да си върне магическия пръстен. Започва гонитба из целия град, докато двамата врагове се изгубват. Джери започва да търси някакъв начин, по който да махне вълшебния пръстен от главата си, защото той му навлича много неприятности. Той отива до магазин, където се среща с Том, който се е маскирал като магазинер с мустаци. Котката не се опитва да залови мишката, а започва усилена работа върху премахването на вълшебния пръстен. След много опити, с различни средства, Том не успява да махне пръстена, но разкрива самоличността си. Тогава, в гонитба, двамата разрушават целия магазин. Когато Том бива наказван от истинския магазинер, Джери се натъква на куче-гадател (Буч), който също започва опити да отмъкне пръстена на мишката. Джери, с помощта на вълшебния пръстен, затваря кучето в стъклената пророческа сфера на друго куче гадател (Друпи). Мишката се измъква от гадателската сграда и се натъква на черен котарак, който не иска да вземе пръстена, а да изяде Джери. Том спасява мишката, но започва дълга гонитба, в която са включват още две гладни котки и Буч. Том и Джери се спасяват и отиват в зоомагазин, където котката е поставена в една клетка, заедно с кучето Спайк и сина му Тайк. Джери попада в клетка с други три мишлета, където двама от тях искат да пребият най-малкото – Нибълс. Джери го спасява. По-късно единствената останала мишка в клетката – Джери – е купена от малко момче. Том отмъква от ръцете на детето Джери, но двамата са подгонени от полицията. Том и Джери се измъкват и се прибират вкъщи. Том успява да махне пръстена от ръката на Джери, когато собственикът му се прибира. Тогава обаче вълшебният пръстен се закача на ръката на Том и той не може го махне. Заради това котката е изгонена от къщата и подгонена от всичките си врагове във филма, а Джери се наслаждава на шоуто.

## Актьорски състав
- Джеф Бенет – Джон, Друпи и Том
- Франк Уелкър – Джери, Тайк и Възрастният мъж
- Чарли Шлатър – Чип
- Джим Къмингс – Буч
- Майли Фланагън – Момчето
- Джес Харнел – Полицая
- Морис ЛаМарш – Спайк и Черният котарак
- Трес Макнийл – Маргарет и Майката
- Тара Стронг – Нибълс
- Били Уест – Фреди

## „Том и Джери: Вълшебният пръстен“ в България
В България филмът е издаден на VHS на 27 март 2002 г. на Александра Видео.
На 25 декември 2007 г. е излъчен за първи път по Нова телевизия със нахсинхронния дублаж.
На 1 януари 2010 г. е излъчен по Diema Family с войсоувър дублаж на Диема Вижън.
Филмът е излъчен и по Cartoon Network на 5 януари 2013 г. Филмът е дублиран наново в Александра Аудио, но с различен състав.